# 祖氏似鼠甲鯰
祖氏似鼠甲鯰，為輻鰭魚綱鯰形目甲鯰科的其中一種，為熱帶淡水魚，分布於南美洲巴西Xingu河流域，體長可達12.9公分，棲息在岩石底質底層水域，夜行性，以藻類為食，生活習性不明，可做為觀賞魚。

## 扩展阅读
維基物種上的相關：祖氏似鼠甲鯰